# Doddaballapur
Doddaballapur, auch Dodballapur oder Doddaballapura, ist eine Stadt im Distrikt Bengaluru Rural im indischen Bundesstaat Karnataka. Doddaballapur hat den Status eines City Municipal Council. Die Stadt ist in 32 Wards gegliedert. Sie fungiert als Industriestadt im Umland von Bengaluru.

## Einwohner
Die Einwohnerzahl der Stadt liegt laut der Volkszählung von 2011 bei 84.642.

## Wirtschaft
Doddaballapur ist etwa 40 km von Bengaluru in Richtung Norden auf Bengaluru-Hindupur State Highway (SH-9). Die Stadt ist für ihre Textilindustrie bekannt. Die Mehrheit der Bevölkerung im Umland betreibt immer noch Landwirtschaft als Haupteinkommensquelle. Tausende von Arbeitern aus der Stadt fahren täglich nach Bengaluru, um dort zu arbeiten.